# Clovis IV
Koning Clovis / Chlodovech IV (ook Clovis III) (682-695) was vanaf 691 op negenjarige leeftijd tot 695 koning van Neustrië, Bourgondië en Austrasië na de dood van zijn vader Theuderik III. De hofmeier Pepijn van Herstal oefende in zijn naam de macht uit, hoewel Clovis' moeder, Clothildis van Herstal, tijdens de eerste jaren van diens regering nog als regentes optrad.
Vanaf toen trokken "hofmeiers" de macht naar zich toe en in politieke zaken werd de koning er zo goed als niet meer bij betrokken.
Clovis IV werd opgevolgd door zijn broer Childebert III.

## Voorouders
| Voorouders van Clovis IV | Voorouders van Clovis IV                                   | Voorouders van Clovis IV                                   | Voorouders van Clovis IV                                   | Voorouders van Clovis IV                                   | Voorouders van Clovis IV                                   | Voorouders van Clovis IV                                   | Voorouders van Clovis IV                                   | Voorouders van Clovis IV                                   |
| ------------------------ | ---------------------------------------------------------- | ---------------------------------------------------------- | ---------------------------------------------------------- | ---------------------------------------------------------- | ---------------------------------------------------------- | ---------------------------------------------------------- | ---------------------------------------------------------- | ---------------------------------------------------------- |
| Overgrootouders          | Dagobert I (584-629) ∞ Nanthilde (610-642)                 | Dagobert I (584-629) ∞ Nanthilde (610-642)                 | ? (-) ∞ ? (-)                                              | ? (-) ∞ ? (-)                                              | Arnulf van Metz (582–640) ∞ Doda (~590-)                   | Arnulf van Metz (582–640) ∞ Doda (~590-)                   | Pepijn van Landen (580–639/40) ∞ Ida van Nijvel (592-652)  | Pepijn van Landen (580–639/40) ∞ Ida van Nijvel (592-652)  |
| Grootouders              | Clovis II (637-655/58) ∞ Bathildis (626-680)               | Clovis II (637-655/58) ∞ Bathildis (626-680)               | Clovis II (637-655/58) ∞ Bathildis (626-680)               | Clovis II (637-655/58) ∞ Bathildis (626-680)               | Ansegisus (610-662) ∞ Begga (620-693)                      | Ansegisus (610-662) ∞ Begga (620-693)                      | Ansegisus (610-662) ∞ Begga (620-693)                      | Ansegisus (610-662) ∞ Begga (620-693)                      |
| Ouders                   | Theuderik III (654-691) ∞ Clothildis van Herstal (650-699) | Theuderik III (654-691) ∞ Clothildis van Herstal (650-699) | Theuderik III (654-691) ∞ Clothildis van Herstal (650-699) | Theuderik III (654-691) ∞ Clothildis van Herstal (650-699) | Theuderik III (654-691) ∞ Clothildis van Herstal (650-699) | Theuderik III (654-691) ∞ Clothildis van Herstal (650-699) | Theuderik III (654-691) ∞ Clothildis van Herstal (650-699) | Theuderik III (654-691) ∞ Clothildis van Herstal (650-699) |
| Clovis IV (682-695)      |                                                            |                                                            |                                                            |                                                            |                                                            |                                                            |                                                            |                                                            |